# Uelíngarà
Uelíngarà – wieś w Gwinei Bissau, w regionie Gabú.